# فيليكي نوفغورود
فيليكي نوفغورود (بالروسية: Великий Новгород) وتعني المدينة الجديدة العظيمة، هي إحدى مدن روسيا في الكيان الفدرالي الروسي نوفغورود أوبلاست. يبلغ عدد سكانها حوالي 215625 نسمة.
إحدى مدن الشمال الغربي لروسيا، وهي مركز لمقاطعة نوفغورود، وتعتبر إحدى أقدم وأشهر المدن الروسية. وفي عام 2009 احتفل بمرور 1150 سنة على تاسيسها.
في العصور الوسطى أطلق عليها تسمية «السيد نوفغورود الكبير» ويبدأ التاريخ السياسي بتحديد دور ومهام الأمير منذ عام 1136. وحتى انتصارايفان الثالث أمير موسكو على اهالي نوفغورود عام 1478 كانت تسمى «جمهورية نوفغورود».
وتقع المدينة على نهر فولخوف، وعلى مقربة من بحيرة ايلمن الجميلة على بعد 500 كم إلى الشمال الغربي من موسكو.
وفي الفترة من القرن 9 إلى القرن 12 كانت نوفغورود عاصمة، بعدها أصبحت بالمرتبة الثانية، حسب الاهمية بعد كييف مركز دولة روس القديمة. حتى نهاية القرن 15 بقيت عاصمة لمنطقة نوفغورود (امارة روسية مستقلة).

## تاريخ تاسيس المدينة
ليس هناك تاريخ رسمي موثق لتاسيس المدينة، لذلك اعتبر أول ذكر للمدينة في السجلات التاريخية سنة 859 هو تاريخ تاسيسها. معركة البحيرة المتجمدة
وتدل الصفحات التاريخية على عظمتها وفواجعها، ففي عام 1240 تمكن اهالي المدينة بقيادة الأمير الكسندر الذي لقب فيما بعد بنيفسكي بدحر الصليبيين السويديين في معركة نهر نيفا، وفي عام 1242 انتصروا على فرسان الصليبيين من اخوية ليفون في معركة بحيرة تشود المتجمدة واجبرهذا لانتصارالرائع الصليبيين إلى عقد اتفاقية صلح (اريخوفي مير) مع الروس وهو أول اتفاق للسلام بين امارة روسية مع دولة مجاورة، كما ان هذا الانتصار ساعد على حماية روس القديمة الضعيفة نتيجة الغزو التتري المغولي، من الغزو الكاثوليكي. ومنذ عام 1478 الحقت نوفغورود وضواحيها بامارة موسكو. وفي الفترة من 1569 – 1570 ظن ايفان الرهيب ان اهالي نوفغورود خونة، لذلك نهبت المدينة وقتل الالاف من اهلها.

## نوفغورود – موطن نظام الدولة الروسية
يمر بجانب بحيرة ايلمن منذ امد بعيد طريق التجارة الدولي بالطيا – فولجسكي الذي ساعد عند منابع نهر فولخوف في تكوين مركز التبادل السياسي بين قبائل فيننواوغورسك المحلية والقبائل السلافينية الاتية في الفترة بين القرنين 6 و8.
ريوريك: نصب الذكرى الالفية لروسياوفي عام 862 استدعى زعماء القبائل في نوفغورود الأمير الإسكندينافي ريوريك مع مقاتلين للقيام بتنفيذ مهام المحاكم والامن، وكانت هذه بداية للسلالة التي حكمت جميع الأراضي الروسية لمدة تزيد على 7.5 قرن).
في بداية القرن 10 سمحت حملات الأمير ايغور وقائد جيشه اوليغ من نوفغورود الجنوبية بفتح طريق تجاري من «فارياغ إلى الإغريق» مما اسرع في توحيد السلافيين الشرقيين في دولة موحدة، عرفت بكييفسكايا روس.
ولعبت نوفغورود دورا كبيرا في نشر المسيحية في المنطقة الشمالية – الغربية والشمالية. ونظرا للدور الكبير الذي لعبه كهنة نوفغورود في الدفاع عن المذهب الأرثوذكسي وتطويره، تمت ترقيتهم إلى مرتبة رؤساء اساقفة.
في القرن 15 حصلت سلطة اساقفة نوفغورود على مسحة جديدة، حيث أصبحت تشمل كل جوانب الحياة وتترأس فعليا جمهورية النبلاء الصغيرة. ويذكر نوفغورود خلال هذه الفترة الفاتيكان، حيث السلطة العلمانية تتبع بالكامل السلطة الروحية، الا انها تمتاز عن الفاتيكان كونها تحكم مساحة واسعة تعادل مجموع مساحة فرنسا الحالية وبلجيكا وهولندا، أو مساحة ولاية تكساس الأمريكية.
وسبب انتصار موسكو وانضمام نوفغورود إلى الدولة المركزية نهاية هذه الجمهورية الذاتية (الاصيلة).

### نوفغورود – موطن الديمقراطية الروسية
في عهد يارسلاف الحكيم منح زعماء القبائل القاطنة نوفغورود حقوق خاصة وتسهيلات ضرائبية. وفي نهاية القرن 11 انبعثت الإدارة الذاتية ومجلس الشعب، وانتخاب رئيس من نبلاء المدينة شكلت بداية للتقاليد الجمهورية.

### نوفغورود – مركز ضخم للتجارة الدولية في العصور الوسطى
ساعد تثبيت الطريق التجارية «من فارياغ إلى الإغريق» على تطور مدينة نوفغورود، كنقطة ترانزيت تجارية. وتشهد على ذلك النقود المعدنية لدول أوروبا الغربية ودول شرقية التي عثر عليها، وكذلك المعادن الملونة (غير الحديدية) واقمشة ثمينة واواني للخمور وزيت الزيتون من أوروبا الغربية والبيزنطية. وكانت أوروبا ومن ضمنها إنجلترا تعرف الفراء والعسل والشمع والكتان المنتجة في نوفغورود.

### نوفغورود – مركز للمعارف
ان أساس المعارف هو الكتابة. اكتشفت عام 1951 في إحدى طبقات الحفريات التي اجريت في المدينة أول 10 وثائق مكتوبة على لحاء شجرة البتولا، ويبلغ عددها اليوم حوالي 1000 وثيقة. وهذه القطع من القشرة تشهد على كون الاهالي يعرفون القراءة والكتابة.
وأول من بدأ بنشر القراءة والكتابة في نوفغورود كان الأمير يارسلاف الحكيم، الذي انشأ مدرسة في مقر الاسقفية. وكانت كاتدرائية القديسة صوفيا والاديرة الكبيرة يوريف وانتونيف وخوتينسكي مركزا لتسجيل الاحداث والمكتبات.
وكانت إحدى أكبر المكتبات في القرون الوسطى بروسيا تحتوي على أكثر من 1500 كتاب مستنسخ يدويا. وكانت المكتبة في كاتدرائية صوفيا. وفي عهد القيصر بطرس الأول حيث بدأت بالانتشار التعاليم العلمانية، بقيت نوفغورود تنظر إلى المعارف من خلال موشور الأرثوذكسية. في عام 1706 اسس الاخوان اليونانيان المشهوران ليهود (ليخود) في مقر الاسقفية أول مدرسة دائمة، وفي عام 1740 تحولت إلى مدرسة لاهوتية وأصبح مقرها في دير انتونيف.

### نوفغورود – مركز ثقافي بارز في القرون الوسطى
تعتبر المدينة واحدة من المدن التي يمكن فيها مشاهدة أعمال فترة بيزنطينة وكييف: كاتدرائيات صوفيا ونيقولا – دفورشينسكي وغيورغيفسكي ونقوش فيوفان غريك، إلى جانب اثار الطراز الرومانسي والغوطي: بوابة ماغديبورغ الرائعة (القرن 12) ومنذ القرن 15 زينت المدخل الجنوبي لمعبد المدينة الرئيسي، اما مقر الاسقف فله قاعة استقبال ذات اقواس مضلعة صممها معماريون المان.
ونظرا لعدم تعرض المدينة للنهب خلال الاجتياح المغولي- التتري فأنه حافظ على القيم الروحية والفنية العالية التي افادت الثقافة الروسية في فترة نهوضها في القرنين 14 و 15. وهنا في نوفغورود كانت بداية فن الايقونات – ايقونات الرسل بطرس وبولس (القرن 11) و«المخلص متربع على العرش» (القرن 11) و«القديس جيورجي – المحارب» (القرن 11) والكؤوس الفضية المستخدمة في الطقوس الدينية من كاتدرائية صوفيا ونماذج من النقوش الذهبية.
وازدهرت الثقافة في مدينة نوفغورود التي تشكلت فيها جمعيات للبناء ورسم الايقونات والتطريز بالذهب والصياغة في القرنين 14 و15.

### نوفغورود في اعوام الحرب العالمية الثانية
يكفي النظر إلى لوحة الرسامين السوفيت «كوكرينكسوف» (هروب الفاشست من نوفغورود) لكي نفهم ماعانته المدينة فترة الاحتلال من أغسطس/اب عام 1941 إلى يناير/كانون ثاني عام 1944 كونها واقعة على خط الجبهة – الخرائب وبقايا المباني واثار الحرائق. كان هذا يعني امكانية الإقرار بنهاية تاريخ المدينة القديمة ومغادرتها والبدء ببناء مدينة جديدة في محل اخر. ولكن الذي حصل هو البدء باعادة البناء وعودة الناس ببطء إلى حياتهم الطبيعية، واضيفت المدينة إلى قائمة المدن التاريخية المهمة في روسيا. واعتمادا على توصيات اللجنة الحكومية المتكونة من علماء ومعماريين مشهورين شكلت ورشات ترميم خاصة.
وفي 7 نوفمبر/تشرين ثاني عام 1944 والحرب مازالت قائمة افتتح في الكرملين نصب «الف سنة على تاسيس روسيا» الذي فككه الفاشست.

### مدينة نوفغورود العصرية
يمتزج في المدينة بنجاح القديم والحديث فبعد الحرب العالمية الثانية اعيد بناء الجزء التاريخي للمدينة بحيث ان معابد العصور الوسطى لم تختف خلف المباني العصرية العالية. ولكون المدينة واقعة على طريق موسكو – بطرس بورغ فانها ترتبط بعلاقات اقتصادية وثقافية مع العاصمتين وكاريليا ودول البلطيق. وتجذب المستثمرين الاجانب.
ونوفغورود مدينة جامعية، فجامعة يارسلاف الحكيم هي إحدى المراكز العلمية الكبيرة في شمال غرب روسيا.
كاتدرائية القديسة صوفيافي عام 1992 وبقرار من منظمة اليونسكو ادرجت المدينة ضمن التراث العالمي.
وتهتم المدينة بتحضير وتهيئة الرياضيين في مجال الجمناستيك والجذف والسباحة والملاكمة، كما انها مركز للسياحة الروسية والعالمية.

## معرض صور

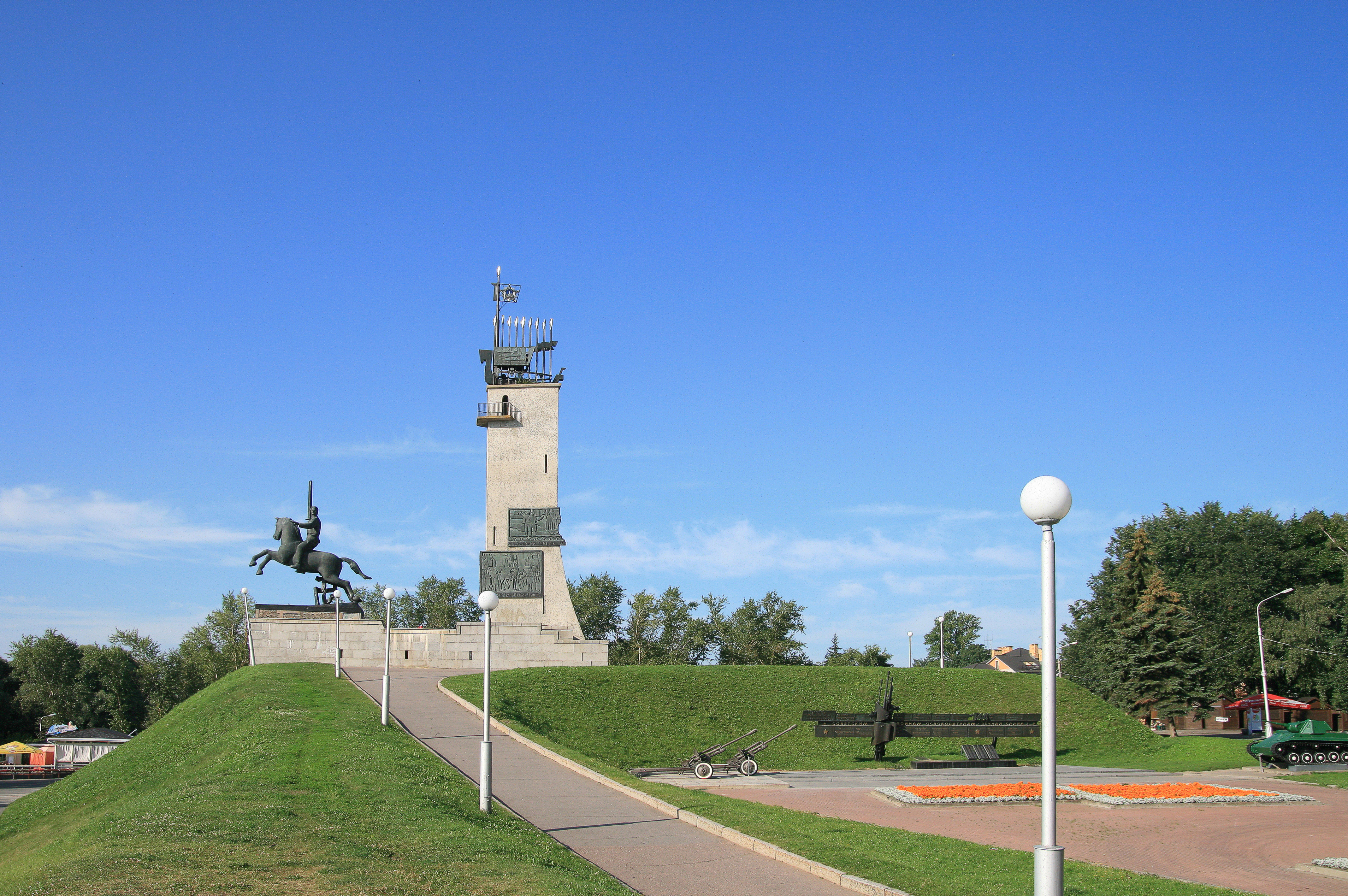
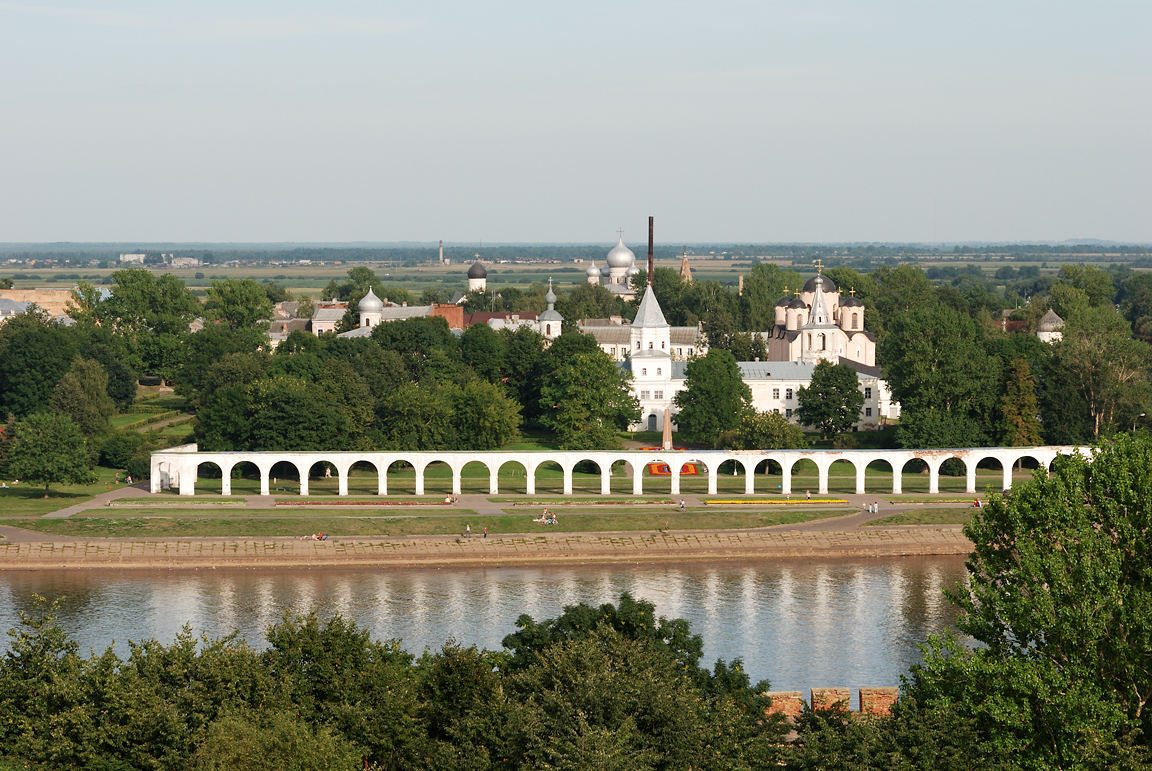
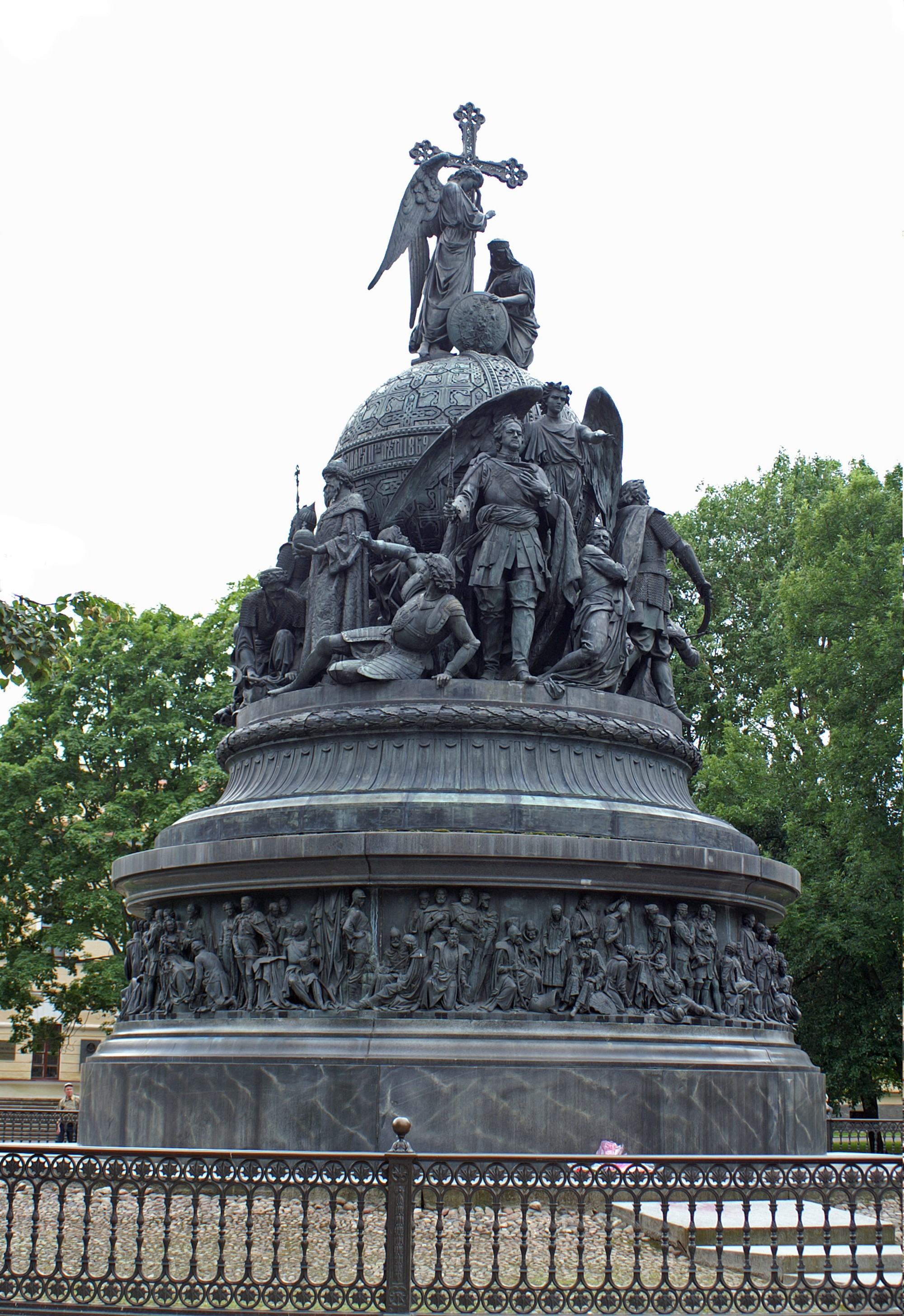
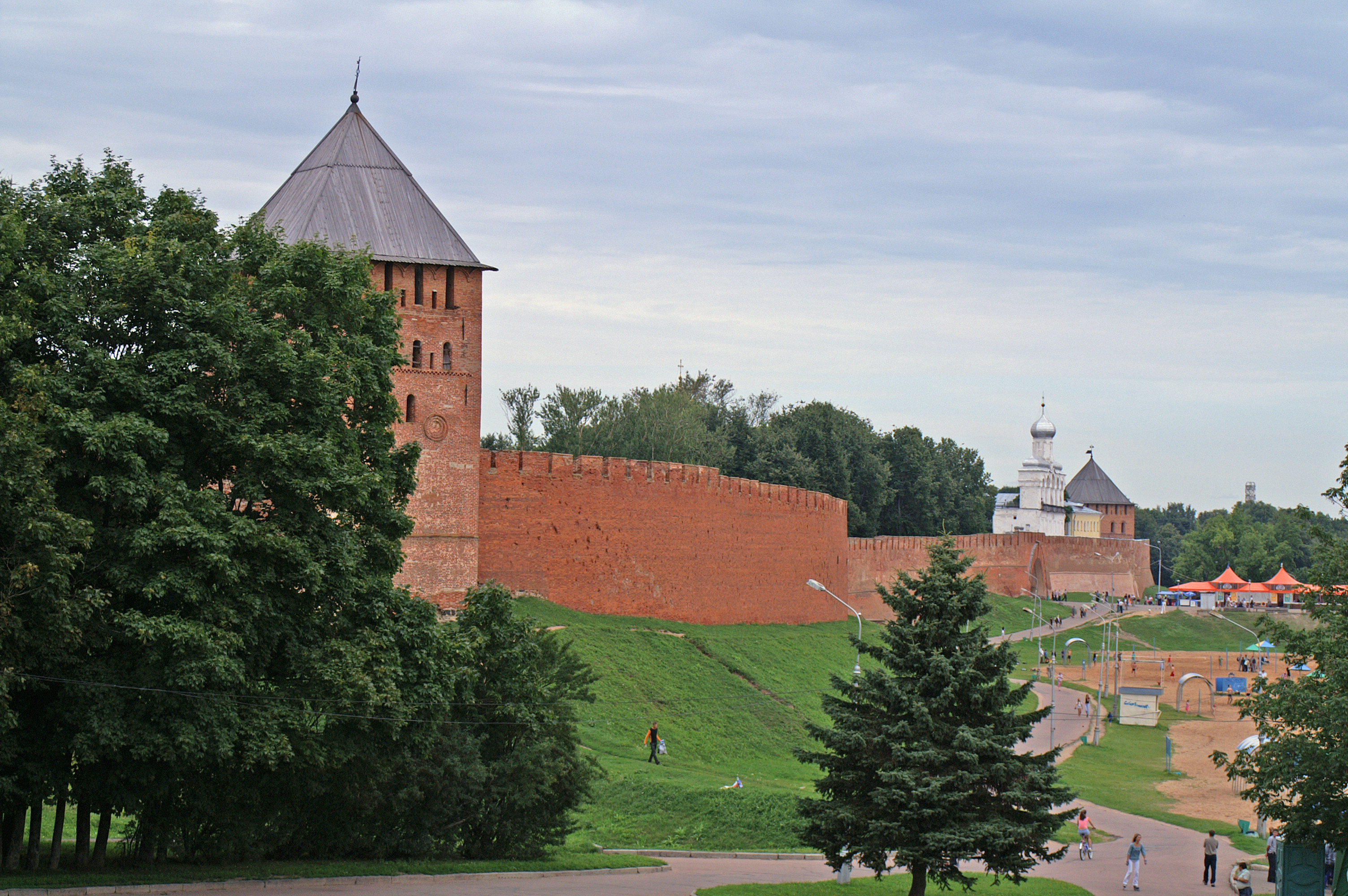
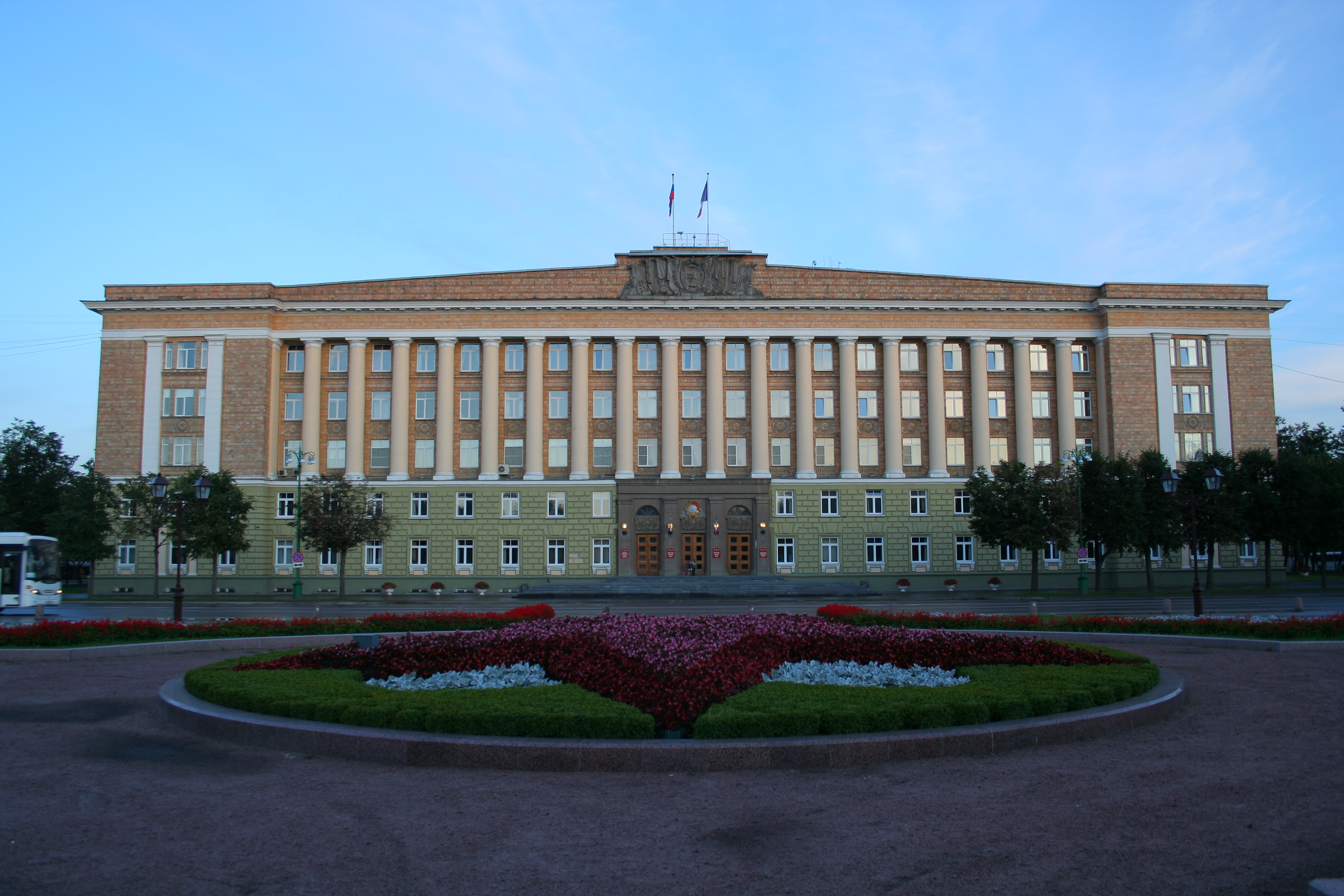